# Robert Balling
Robert C. Balling Jr. (* 16. Dezember 1952 in Uniontown, Pennsylvania) ist ein US-amerikanischer Geograph und Hochschullehrer an der Arizona State University. Einer breiten Öffentlichkeit ist er bekannt durch sein Bestreiten des wissenschaftlichen Konsenses zur menschengemachten globalen Erwärmung und seine Mitarbeit in diversen Klimaleugnerorganisationen. Er wurde 2007 zu dem runden Dutzend amerikanischer Wissenschaftler gezählt, die am aktivsten und klarsten dem Forschungsstand zum Klimawandel widersprechen.

## Lebenslauf
Balling studierte Geographie und schloss dieses Studium 1974 zunächst mit dem Bachelor und ein Jahr später mit dem Masterabschluss ab. 1979 promovierte er an University of Oklahoma in dem Fach. Von 1979 bis 1984 war er Assistant Professor in Geographie an der University of Nebraska-Lincoln und später Assistant Professor in der Abteilung Geographie an der Arizona State University. Von 1989 bis 1998 war er Associate Professor an der Arizona State University und zugleich Direktor des dortigen Büros für Klimatologie. 1998 wurde er an selber Stelle zum ordentlichen Professor berufen, was er bis 2004 blieb. Anschließend wurde er zum Professor an der School of Geographical Sciences berufen, die ebenfalls zur Arizona State University gehört.

## Klimawandelleugnung
Balling bestreitet den wissenschaftlichen Konsens zur menschengemachten globalen Erwärmung und vertritt die im Widerspruch zum wissenschaftlichen Forschungsstand befindliche Auffassung, dass die Erderwärmung eher positive Folgen hätte. Er tritt seit den 1990er Jahren als Experte für von Energiekonzernen finanzierte Frontgruppen und Think Tanks auf, die den Klimawandel bestreiten, und erhielt für seine Forschungsarbeiten sechsstellige Summen an Forschungsgeldern von Unternehmen aus der Branche der fossilen Energien.
In den 1990er Jahren trat Balling neben Sherwood Idso und Patrick J. Michaels als einer von drei wichtigen Beratern des Information Council on the Environment auf, einer von der Kohleindustrie und insbesondere der Western Fuels Association aufgelegten Klimaleugnerorganisation, deren Kernziel es war, mit Wissenschaftlern als scheinbar neutralen Sprechern die globale Erwärmung vom Fakt zur bloßen Theorie umzudeuten. Für sie trat er unter anderem in Radio- und Fernsehprogrammen auf, wo er behauptete, dass niemand wüsste, ob die globale Erwärmung ein echtes Problem sei und bereitete den Boden für die später vertretene, dem wissenschaftlichen Forschungsstand widersprechende Behauptung, dass die Erwärmung tatsächlich nicht negative, sondern positive Auswirkungen habe. Er arbeitete auch mit der Greening Earth Society zusammen, einer weiteren von der Western Fuels Association gegründeten Frontgruppe, deren Kernbotschaft genau diese Behauptung war. Zudem trat er für Western Fuels und weitere beteiligte Energieunternehmen bzw. -verbänden mehrfach als Zeuge bei Anhörungen auf, bei denen es unter anderem darum ging, ob die Umwelt- und Gesundheitsschäden bei der Energiegewinnung (sog. externe Kosten) mit berücksichtigt werden sollten, was Western Fuels kategorisch ablehnte.
Er stand in Kontakt mit verschiedenen Unternehmen aus der Branche der fossilen Energien und erhielt von ihnen in den 1990er Jahren mehr als 400.000 Dollar an Forschungsgeldern. Gelder kamen unter anderem von ExxonMobil, der British Coal Corporation, Cyprus Minerals und der Organisation erdölexportierender Länder (OPEC) sowie vom deutschen Gesamtverband Steinkohle.  Balling wurden darüber hinaus Verbindungen zu mindestens 5 von ExxonMobil finanzierten Klimaleugner-Organisationen nachgewiesen, darunter das Cato Institute, das Committee for a Constructive Tomorrow und die Heritage Foundation. Er arbeitete zudem mit der Global Climate Coalition, einer weiteren industriefinanzierten Lobbygruppe, und dem Competitive Enterprise Institute zusammen.
Zusammen mit anderen prominenten Klimaleugnern wie Hugh Ellsaesser, David Legates, Richard Lindzen, Patrick Michaels und Frederick Seitz gehört er zu den Unterzeichnern der Leipziger Erklärung. Zusammen mit Michaels publizierte er zudem zwei Bücher zum Thema globale Erwärmung, die vom Cato-Institute herausgegeben wurden, einem unter anderem zum Netzwerk der Gebrüder Koch zählenden Think Tank, der die menschengemachte Erderwärmung bestreitet. Bereits 1992 hatte er ein Buch vom Pacific Research Institute for Public Policy herausgeben lassen. Diese Organisation wird unter anderem von der fossilen Energieindustrie finanziert und erhielt zwischen 1998 und 2005 355.000 Dollar vom Ölunternehmen ExxonMobil.

## Bücher
- Robert C. Balling: The Heated Debate: greenhouse predictions versus climate reality. Pacific Research Institute for Public Policy 1992, ISBN 0-936488-47-6.
- Robert C. Balling, Martin A. J. Williams: Interactions of Desertification & Climate. Oxford University Press 1995, ISBN 0-340-63217-8.
- Patrick J. Michaels, Robert C. Balling: The Satanic Gases: Clearing the air about global warming. Cato Institute 2000, ISBN 978-1882577910.
- Patrick J. Michaels, Robert C. Balling: Climate of extremes: global warming science they don't want you to know. Cato Institute 2009, ISBN 978-1935308171.